# 3218 Delphine
3218 Delphine је астероид главног астероидног појаса чија средња удаљеност од Сунца износи 2,520 астрономских јединица (АЈ).
Апсолутна магнитуда астероида је 14,0.